# Anolis nebulosus
Anolis nebulosus (димчастий аноліс) — вид ігуаноподібних ящірок родини анолісових (Dactyloidae). Ендемік Мексики.

## Поширення і екологія
Димчасті аноліси мешкають в горах Західної Сьєрра-Мадре та Трансмексиканського вулканічного пояса, а також у передгір'ях і прибережних районах в штатах Герреро, Мічоакан, Халіско і Наярит. Вони живуть в вологих і сухих тропічних лісах та в мангрових лісах, трапляються у вторинних лісах. Зустрічаються на висоті до 1100 м над рівнем моря, місцями на висоті до 2100 м над рівнем моря.